# LDHAL6B
LDHAL6B (англ. Lactate dehydrogenase A like 6B) – білок, який кодується однойменним геном, розташованим у людей на 15-й хромосомі. Довжина поліпептидного ланцюга білка становить 381 амінокислот, а молекулярна маса — 41 943.
| 10         |  | 20         |  | 30         |  | 40         |  | 50         |
| ---------- |  | ---------- |  | ---------- |  | ---------- |  | ---------- |
| MSWTVPVVRA |  | SQRVSSVGAN |  | FLCLGMALCP |  | RQATRIPLNG |  | TWLFTPVSKM |
| ATVKSELIER |  | FTSEKPVHHS |  | KVSIIGTGSV |  | GMACAISILL |  | KGLSDELALV |
| DLDEDKLKGE |  | TMDLQHGSPF |  | TKMPNIVCSK |  | DYFVTANSNL |  | VIITAGARQE |
| KGETRLNLVQ |  | RNVAIFKLMI |  | SSIVQYSPHC |  | KLIIVSNPVD |  | ILTYVAWKLS |
| AFPKNRIIGS |  | GCNLDTARFR |  | FLIGQKLGIH |  | SESCHGWILG |  | EHGDSSVPVW |
| SGVNIAGVPL |  | KDLNSDIGTD |  | KDPEQWKNVH |  | KEVTATAYEI |  | IKMKGYTSWA |
| IGLSVADLTE |  | SILKNLRRIH |  | PVSTIIKGLY |  | GIDEEVFLSI |  | PCILGENGIT |
| NLIKIKLTPE |  | EEAHLKKSAK |  | TLWEIQNKLK |  | L          |  |            |

A: Аланін

C: Цистеїн

D: Аспарагінова кислота

E: Глутамінова кислота

F: Фенілаланін

G: Гліцин

H: Гістидин

I: Ізолейцин

K: Лізин

L: Лейцин

M: Метіонін

N: Аспарагін

P: Пролін

Q: Глутамін

R: Аргінін

S: Серин

T: Треонін

V: Валін

W: Триптофан

Кодований геном білок за функціями належить до оксидоредуктаз, фосфопротеїнів. 
Задіяний у такому біологічному процесі, як ацетилювання. 
Білок має сайт для зв'язування з НАД. 